# John Nelson Warfield
John Nelson Warfield (Missouri, 21 november, 1925 – 17 november, 2009) was een Amerikaans elektrotechnicus, en hoogleraar en directeur bij het Institut for Advanced Study in the Integrative Sciences in Fairfax, Virginia.